# Alles in bester Ordnung
Alles in bester Ordnung ist eine deutschsprachige Filmkomödie von Natja Brunckhorst. 

## Handlung
Fynn ist ein minimalistisch lebender Servicetechniker für Leergutsortierautomaten. Sein gesamter Besitz (angestrebt: maximal 100 Dinge) passt in seinen Reisekoffer. Auf einem Serviceeinsatz bringt ihn ein Wasserschaden in seiner vorübergehenden Wohnung in Kontakt zu Zahntechnikerin Marlen, die allein und zurückgezogen in der Wohnung unterhalb lebt. Ihre Wohnung, in die sie niemanden einlassen möchte, ist dermaßen voll mit Gegenständen, die teils mit Erinnerungen verbunden sind, teils vom Wertstoffhof „gerettet“ wurden, dass man sich darin kaum bewegen kann, ohne etwas umzustoßen.
Ein vielseitiger Konflikt entsteht daraus, dass Fynn ganz ohne Wohnraum nicht arbeiten kann und behelfsweise in Marlens Wohnung unterzukommen sucht, während andererseits der Wasserschaden auch dort Reparaturarbeiten erfordert, Marlen aber eine sofortige Zwangsräumung befürchtet, wenn der Hausverwalter ihre Wohnung sieht. Fynn gerät beruflich in Bedrängnis, weil sich seine Arbeiten verzögern, während er Marlen davon zu überzeugen versucht, dass ihre Wohnung "entrümpelt" werden muss, und das innerhalb von drei Tagen. Obwohl sie das einsieht und offenbar ihm als Einzigem vertraut, erweist sich das Vorhaben als undurchführbar.
Zum anberaumten Termin der Wohnungsbegehung zeigt sich Marlens Wohnung schließlich nicht leerer, sondern farblich sortiert, was ihrem Sammelsurium einen Reiz verleiht. Die Auseinandersetzung mit dem Chaos in ihrer Wohnung hat Fynn andererseits die entscheidende Idee für die Reparatur des Automaten gegeben. Er schließt seinen Auftrag ab und überlegt, noch etwas länger zu bleiben.

## Produktion
Alles in bester Ordnung ist besetzt mit Corinna Harfouch und Daniel Sträßer in den Hauptrollen und Joachim Król in einer Gastrolle. Das Drehbuch schrieb Natja Brunckhorst zusammen mit Martin Rehbock. Als Szenenbildnerin wurde Zazie Knepper engagiert.
Gedreht wurde an insgesamt 23 Tagen im März und Juli 2020 in Köln und in Oberhausen. Produziert wurde Alles in bester Ordnung von Lichtblick Film Joachim Ortmanns (Allein, Autopiloten), in Ko-Produktion mit WDR, SWR und Arte, in Zusammenarbeit mit Greenroom Film, Farbkult und Ruhrsoundstudios. Gefördert von der Film- und Medienstiftung NRW und dem DFFF Deutscher Filmförderfonds, Verleih gefördert von der Beauftragten der Bundesregierung für Kultur und Medien.
Die Musik komponierte Lambert, der Schlusssong ist von Erdmöbel.
Der Film hatte seine Premiere am 16. Mai 2022 in der Lichtburg Essen. Am 26. Mai 2022 startete er bundesweit in den Kinos. Alles in bester Ordnung war für den Ludwigshafener Filmkunstpreis sowie für den Rhein Publikumspreis 2022 nominiert. Des Weiteren war er in der Vorauswahl für den Deutschen Filmpreis 2022 vertreten.
Am 24. April 2024 erfolgte die Erstausstrahlung im Fernsehsender Arte.